# Mystrocnemis analis
Mystrocnemis analis là một loài bọ cánh cứng trong họ Cerambycidae.